# Trifolium mutabile
Trifolium mutabile là một loài thực vật có hoa trong họ Đậu. Loài này được Port. miêu tả khoa học đầu tiên.